# Ephoria arenosa
Ephoria arenosa là một loài bướm đêm trong họ Geometridae.